# Mustapha Aksouh
 (mars 2021).
Si vous disposez d'ouvrages ou d'articles de référence ou si vous connaissez des sites web de qualité traitant du thème abordé ici, merci de compléter l'article en donnant les références utiles à sa vérifiabilité et en les liant à la section « Notes et références ».
Mustapha Aksouh (en arabe : مصطفى أكسوح), né le 1er février 1954 à Alger, est un entraîneur algérien. Il est actuellement coordinateur d'équipe à l'USM Alger.

## Biographie
Mustapha Aksouh a entraîné les clubs algérois dont, l'USM Alger à plusieurs reprises et le MC Alger.

## Palmarès
USM Alger
| - Championnat d'Algérie (2) : - Champion : 1995-96, 2004-05. - Coupe d'Algérie (2) : - Vainqueur : 1988 et 2004. |  | - Supercoupe d'Algérie : - vainqueur : 2016. - Championnat d'Algérie D2 (1) : - Champion : 1986-87. |